# Pipaón
Pipaón (en euskera y oficialmente Pipaon) es un concejo del municipio de Lagrán, en la provincia de Álava, España. 

## Historia
Hacia mediados del siglo XIX, el lugar, por entonces con ayuntamiento propio, tenía contabilizada una población de 179 habitantes. Aparece descrito en el decimotercer volumen del Diccionario geográfico-estadístico-histórico de España y sus posesiones de Ultramar de Pascual Madoz de la siguiente manera:

PIPAON: l. con ayunt. en la prov. de Alava (á Vitoria 5 leg.), part. jud. de La Guardia (3), aud. terr. de Burgos (30, c. g. de las Provincias Vascongadas, dióc. de Calahorra (13): sit. en terreno quebrado; clima frio; reina el viento N. y se padecen pulmonias. Tiene 70 casas, inclusa la consistorial con cárcel; escuela de primera educacion para ambos sexos, frecuentada por 24 alumnos y dotada con 1,500 rs.; igl. parr. (La Exaltacion de la Cruz), servida por dos beneficiados, que forman por sí un cabildo separado del de Peñacerrada; una ermita (San Sebastian), y una fuente de aguas saludables en sus inmediaciones. El térm. confina N. Peñacerrada; E. Lagran; S. La Guardia, y O. Samaniego; hallándose en su mayor parte poblado de árboles. El terreno es de mala calidad, le atraviesa un arroyo. caminos: los que conducen á los pueblos limítrofes. El correo se recibe de la cap. de prov. los lunes y sábados. prod.: trigo, cebada, habas y otras legumbres; cria de ganado mular, vacuno, lanar, cabío y de cerda; caza de jabalíes, lobos, liebres y perdices; pesca de truchas. pobl.: 65 vec., 179 alm. riqueza y contr.: (V. Alava intendencia).
(Madoz, 1849, pp. 53-54)

En 1977, el municipio desapareció y Pipaón pasó a formar parte de Lagrán como concejo.

## Geografía humana

### Demografía
| Gráfica de evolución demográfica de Pipaón entre 1842 y 1970 |
| |
| Población de derecho según los censos de población del INE Población de hecho según los censos de población del INEEntre el censo de 1981 y el anterior, este municipio desaparece porque se integra en el municipio 01030 (Lagran) |

| Gráfica de evolución demográfica de Pipaón entre 2000 y 2017 |
|                                                              |
| Población de derecho según los censos de población del INE.  |

## Recursos
En 1994 se inauguró el Museo Etnográfico Usatxi de Pipaón fruto de la colección de piezas etnográficas recogidas y almacenadas en Pipaón por la etnógrafa Pilar Alonso Ibáñez, quien recuperó ritos y costumbres de Pipaón, puso en marcha en 1981 el grupo de danzas Usatxi; y fue la primera responsable de la Asociación Cultural Usatxi de Pipaón, encargada de realizar actividades culturales durante todo el año. Entre ellas destacan un belén viviente realizado por los vecinos del pueblo y unas jornadas del museo a la calle, en las que las gentes del pueblo realizan actividades cotidianas del pueblo 100 años atrás. A principios de octubre se realiza la marcha por el hayedo de Pipaón. El pueblo cuenta con una pequeña zona deportiva donde se incluye un campo de fútbol, y la bolera. En la plaza del pueblo se encuentra el único que bar que dispone la localidad.

## Fiestas
- Agosto: San Roque y la Asunción de la Virgen.
- Septiembre: Exaltación de la Santa Cruz.

## Personajes ilustres
- María Pilar Alonso Ibáñez “La Alondra Alegre de Pipaón”[9] etnógrafa, historiadora, escritora, poeta y pedagoga.
- De Pipaón son naturales los personajes literarios Salvador Monsalud, héroe de las diez novelas de la segunda serie de los Episodios Nacionales de Benito Pérez Galdós y Juan Bragas, de la referida serie.